# Johan Christiaan Keller
Johan Christiaan Keller (Apeldoorn, 18 maart 1899 - Zwolle, 1 januari 1977) was een Nederlands ingenieur, ondernemer en oprichter van de bedrijven Wavin en AFO Hattem.

## Biografie
Keller werd geboren in Apeldoorn als zoon van een makelaar in onroerend goed. Na de hogereburgeschool en het vereiste staatsexamen ging hij civiele bouwkunde studeren aan de Technische Universiteit Delft. In 1921 studeerde hij af als civiel ingenieur.
Nadat hij drie jaar lang had gewerkt voor een Delfts ingenieursbureau werd hij in 1924 benoemd tot directeur van de Gemeentebedrijven van Hoogeveen. In 1926 had Keller een leidende rol bij de oprichting  van het waterleidingbedrijf in Hoogeveen. In 1930 werd hij benoemd tot directeur van het pasopgerichtte Waterleiding Maatschappij 'Overijssel' N.V. (WMO), een positie die hij tot aan zijn pensionering in 1964 behield.